# ساشا کائون
ساشا کائون (روسی: Александр Олегович Каун؛ زادهٔ ۸ مهٔ ۱۹۸۵) بازیکن بسکتبال اهل روسیه است.
از باشگاه‌هایی که در آن بازی کرده‌است می‌توان به کلیولند کاوالیرز و باشگاه بسکتبال زسکا مسکو اشاره کرد.
وی در مسابقات کشوری و بین‌المللی در مجموع برندهٔ ۱ مدال برنز شده‌است.